# صاري خضر جلبي
الشيخ صاري خضر جلبي، كان قاضي اسلامبول في عهد السلطان العثماني محمد الفاتح وذاع صيته في أرجاء الدولة العثمانية وكان مشهورا بالعدل وعرف بقصته مع أحد المعمارين الروم والسلطان محمد الفاتح.

## قصته مع الرومي والسلطان
أمر السلطان ببناء أحد المساجد في اسلامبول وكلف أحد المعماريين الروم واسمه ابسلانتي بالإشراف على بناء الجامع، إذ كان هذا الرومي معمارياً بارعاً. وكان من بين أوامر السلطان: أن تكون أعمدة هذا الجامع من المرمر، وأن تكون هذه الأعمدة مرتفعة ليبدو الجامع فخماً، وحدد الارتفاع لهذا المعماري. ولكن هذا المعماري الرومي - لسبب من الأسباب - أمر بقص هذه الأعمدة، وتقصير طولها دون أن يخبر السلطان، أو يستشيره في ذلك، وعندما سمع السلطان (محمد الفاتح) بذلك، استشاط غضباً، إذ أن هذه الأعمدة التي جلبت من مكان بعيد، لم تعد ذات فائدة في نظره، وفي ثورة غضبه هذه، أمر بقطع يد هذا المعماري. ومع أنه ندم على ذلك إلا أنه كان ندماً بعد فوات الأوان. لم يسكت المعماري عن الظلم الذي لحقه، بل راجع قاضي إسطنبول الشيخ (صاري خضر جلبي) الذي كان صيت عدالته قد ذاع وانتشر في جميع أنحاء الإمبراطورية، واشتكى إليه ما لحقه من ظلم من قبل السلطان (محمد الفاتح). ولم يتردد القاضي في قبول هذه الشكوى، بل أرسل من فوره رسولاً إلى السلطان يستدعيه للمثول أمامه في المحكمة، لوجود شكوى ضده من أحد الرعايا. ولم يتردد السلطان كذلك في قبول دعوة القاضي، فالحق والعدل يجب أن يكون فوق كل سلطان. وفي اليوم المحدد حضر السلطان إلى المحكمة، وتوجه للجلوس على المقعد قال له القاضي: لا يجوز لك الجلوس يا سيدي، بل عليك الوقوف بجانب خصمك. وقف السلطان (محمد الفاتح) بجانب خصمه الرومي، الذي شرح مظلمته للقاضي، وعندما جاء دور السلطان في الكلام، أيد ما قاله الرومي. وبعد انتهاء كلامه وقف ينتظر حكم القاضي، الذي فكر برهة ثم توجه إليه قائلاًَ: حسب الأوامر الشرعية، يجب قطع يدك أيها السلطان قصاصاً لك !! ذهل المعماري الرومي، وارتجف دهشة من هذا الحكم الذي نطق بها القاضي، والذي ما كان يدور بخلده، أو بخياله لا من قريب ولا من بعيد، فقد كان أقصى ما يتوقعه أن يحكم له القاضي بتعويض مالي. أما أن يحكم له القاضي بقطع يد السلطان (محمد الفاتح) فاتح القسطنطينية الذي كانت دول أوروبا كلها ترتجف منه رعباً، فكان أمراً وراء الخيال. وبصوت ذاهل، وبعبارات متعثرة قال الرومي للقاضي، بأنه يتنازل عن دعواه، وأن ما يرجوه منه هو الحكم له بتعويض مالي فقط، لأن قطع يد السلطان لن يفيده شيئاً، فحكم اله القاضي بعشر قطع نقدية، لكل يوم طوال حياته، تعويضاً له عن الضرر البالغ الذي لحق به. ولكن السلطان (محمد الفاتح) قرر أن يعطيه عشرين قطعة نقدية، كل يوم تعبيراً عن فرحه لخلاصه من الحكم.

## وصلات خارجية
- يا قضاة مصر.. تجردوا للحق

## إنظر أيضا
- محمد الفاتح
- الدولة العثمانية